# Minuut (document)
Een minuut is een ambtelijk stuk, dat de vrijwel vastgestelde versie van een document bevat, op basis waarvan de uitgaande versie wordt opgemaakt. Het uitgaande stuk kan bijvoorbeeld een opdrachtverlening zijn, of een andere formele brief. Voor elke uitgaande brief van een Nederlands ministerie wordt eerst een minuut opgesteld. 
De minuut bestaat in de huidige praktijk uit een kopie van het uitgaande stuk, met daarbij een oplegvel, waarop een aantal parafen ter goedkeuring zijn opgenomen. De minuut wordt zorgvuldig bewaard.
De minuut heeft een meer definitieve vorm dan het concept van een brief.
Een authentieke akte (een door een notaris opgesteld document) wordt ook "in minuut" opgemaakt. Ook rechterlijke uitspraken werden tot vrij recent in spoedeisende gevallen wel in minuut uitgegeven. In een kort geding was het gebruikelijk om in de dagvaarding te vragen om de uitspraak ook uitvoerbaar te verklaren op de minuut. Door de verdergaande automatisering is tegenwoordig echter bij de uitspraak direct een grosse beschikbaar.
Het woord 'minuut' komt van het Latijnse woord voor "klein", minuta. Vroeger werden ambtelijke documenten gedicteerd aan schrijvers, die de tekst noteerden in kleine letters (minuta scriptura), om ze later in grote letters uit te werken. 